# الشعيب (ذي السفال)

تعديل مصدري - تعديل

الشعيب هي إحدى قرى عزلة ذي الحود ومعاين بمديرية ذي السفال التابعة لمحافظة إب، بلغ تعداد سكانها 118 نسمة حسب تعداد اليمن لعام 2004.